# ダエオドン

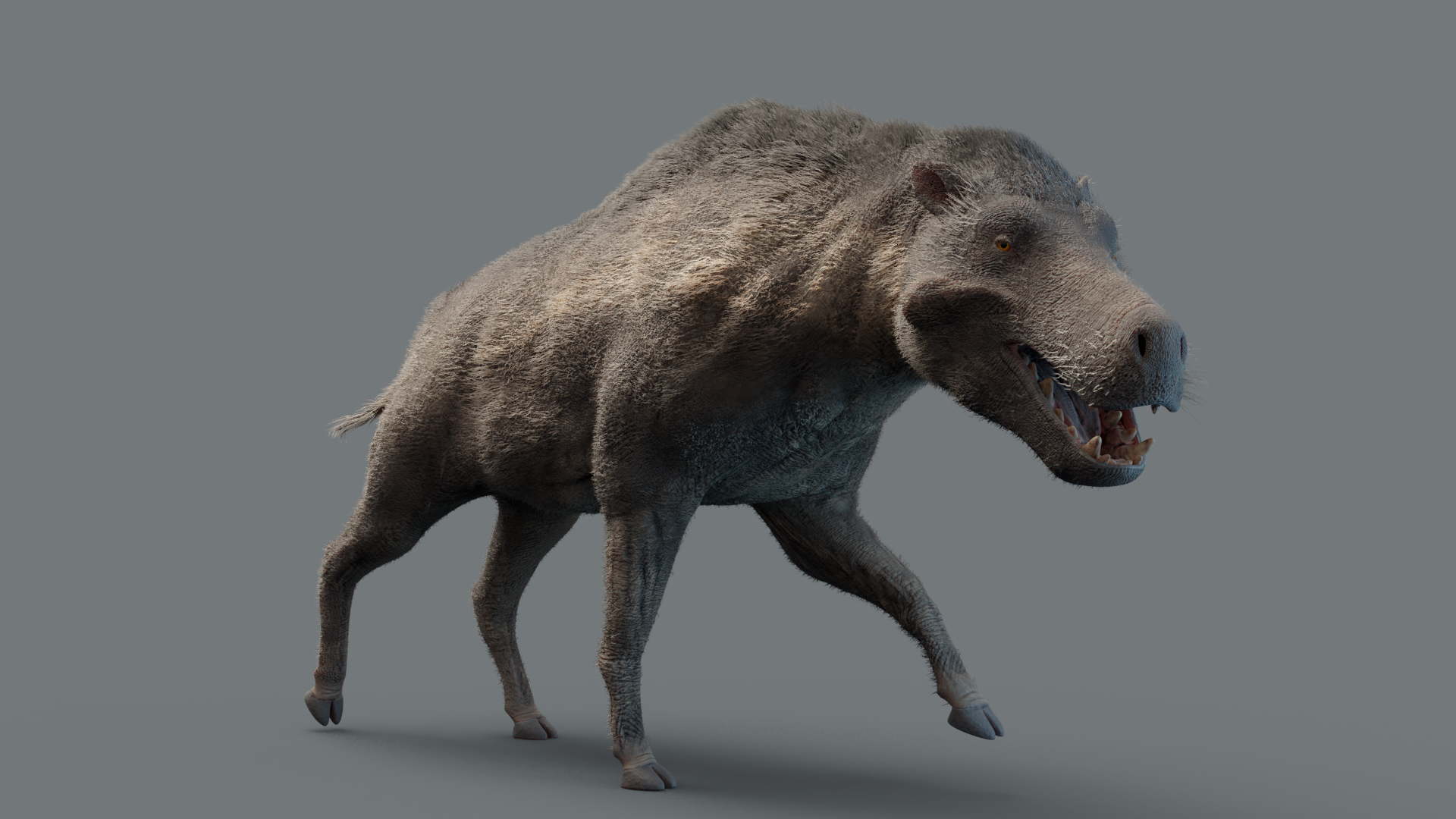
Daeodon shoshonensisの生態復元

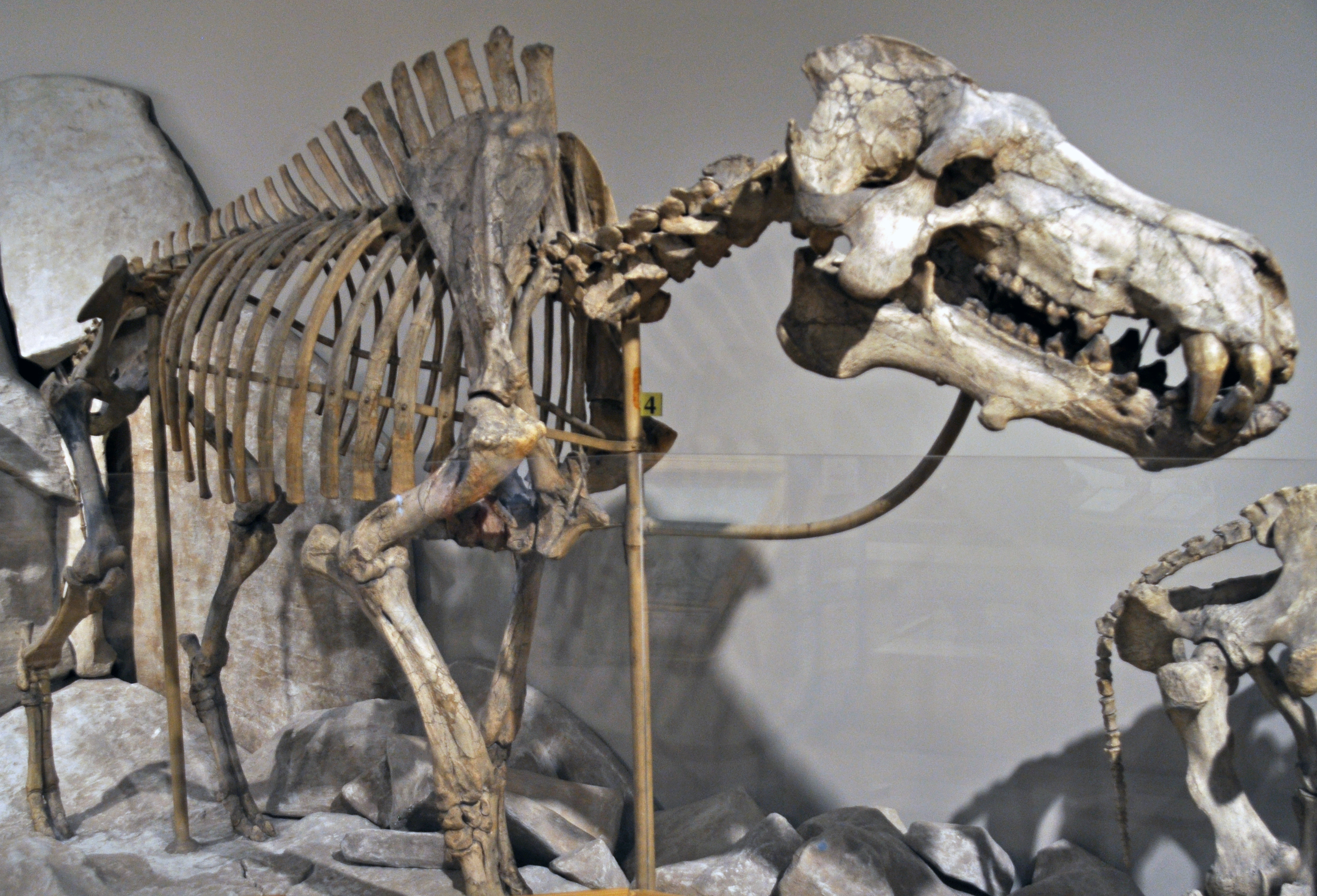
ダエオドン（ディノヒウス）・ホランディの完全骨格。ネブラスカ州の Agate Springs 化石採掘場より。学名の変遷については本文を参照

ダエオドン（学名:Daeodon）は、約2900万年前から約1900万年前にあたる古第三紀漸新世中期から新第三紀中新世前期にかけて生息した、鯨偶蹄目エンテロドン科に属する絶滅した哺乳類の属。タイプ種はDaeodon shoshonensisで、最後にして最大のエンテロドン科の動物であり、発見されている本種の成体には90センチメートルの頭骨を持つ個体もいた。アメリカ合衆国に幅広く分布したが、個体数は豊富ではなかった。

## 語源
エドワード・ドリンカー・コープの原記載論文では指定されていないものの、「敵意がある」または「恐ろしい」を意味するギリシャ語 daios と「歯」を意味する odon に端を発する。

## 分類
ダエオドン属は1878年にアメリカ合衆国の解剖学者兼古生物学者エドワード・ドリンカー・コープが設立した。彼はダエオドンをウマ目に分類し、メガセロプスとごく近縁であると考えた。この分類は1905年にエロテリウム・カルキンシが記載されたことで終止符を打たれた。エロテリウムはダエオドンと同じ岩から発見された完全度の高い骨格であり、ダエオドンに酷似していた。エロテリウムは1909年にピーターソンが即座にダエオドンの種とみなした。これをもって、ダエオドンはエンテロドン科に再分類されることとなった。ダエオドンと他のエンテロドン科との正確な関係は判明しておらず、1998年に論文を発表したルーカスらのような執筆者は、漸新世後期に北アメリカへ移動したアジアのエンテロドン科の子孫がダエオドンである証拠として、アルケオテリウムといった北アメリカのエンテロドン科よりもパラエンテロドンとダエオドンの形態的類似を考えている。しかし、パラエンテロドンとダエオドンの両方に存在する形質がアルケオテリウムの標本においても確認でき、前者2属が北アメリカの共通祖先から枝分かれした可能性が浮上している。

### 種
ダエオドンの模式種はDaeodon shoshonensisで、これはオレゴン州 John Day 層から出土した下顎の断片に基づく。ダエオドン・カルキンシ、ダエオドン・メント、ダエオドン・ミノーなどの種がその後数十年の間にダエオドン属に位置付けられた。1945年以降、他の2つの分類群が実際にはダエオドンのジュニアシノニムであることが示唆されていたが、ルーカスの1998年の研究によってようやく形式化された。コープのライバルであるオスニエル・チャールズ・マーシュにより命名されたアンモドン・レイデャヌムとネブラスカ州 Agate Springs 採石場から出土した完全骨格ディノヒウス・ホランディは互いに識別不能で、さらにどちらもD. shoshonensisとの識別が不能であることが発覚した。暫定的にダエオドンから除外されたダエオドン・カルキンシ以外でダエオドンとされた種は全てD. shoshonensisのシノニムとされた。同じ年に、不明確なエンテロドン科であった Boochoerus humerosum もまた Foss と Fremd によりダエオドンのシノニムとされ、形態の差異は個体差か性的二型に起因するとした。

## 形態

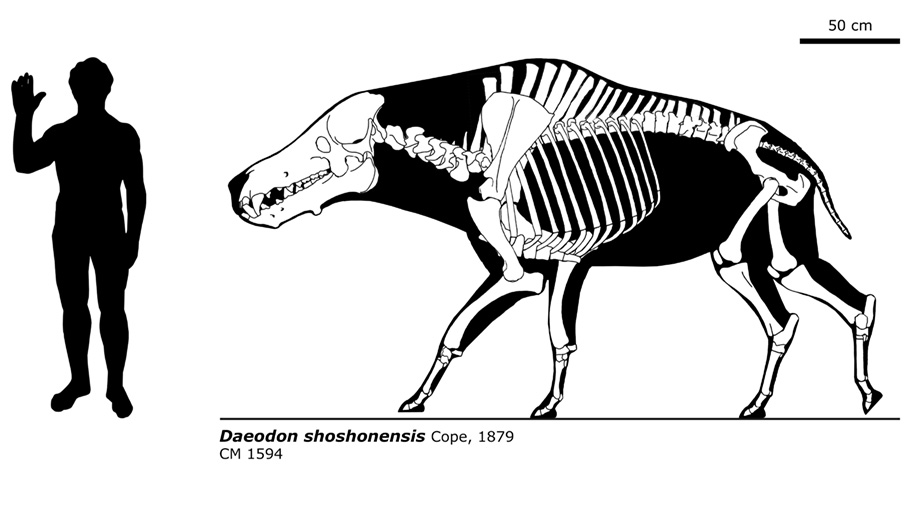
ヒトとの比較

Daeodon shoshonensisは知られているエンテロドン科の中では最大の種であり、頭骨が90センチメートルに達し肩高が1.77メートルに及ぶ個体も発見されている。他のエンテロドン科と異なる特徴には、歯の特徴、アルケオテリウムのものと比較した際の頬骨の縁の相対的小ささと形状、薄い小結節の小ささ、手根骨と足根骨の特徴や下腿の骨の癒合が挙げられる。他のエンテロドン科と同様に四肢は細長く、前肢の骨は互いに癒合しつま先を2本残すのみとなっている。また、頭部の大きさとバランスをとるため首は軽い構造になっており、頭部の重量は胸椎の高い神経棘に付随する筋肉と腱に支えられていた。